# Csákós József
Csákós József János (Pozsony, 1883. szeptember 27. – Pozsony, 1957. február 20.) Pozsony város levéltárosa, történész.

## Élete
Vésnöknek tanult apja műhelyében. 1910–1922 között a pozsonyi Városi Múzeum őre, majd 1945-ig városi levéltáros volt. Elsősorban Pozsony történetével, művészettörténetével, műemlékeivel és kultúréletével foglalkozott. Tanulmányai magyar, német és szlovák nyelven jelentek 
meg.

## Művei
- 1929 Bratislavskí záhradníci.
- 1929 Pressburger Gärtner - 1379-1929. Bratislava, Pressburger Gärtnergenossenschaft.
- 1934 Fünfzig Jahre Pressburger Kunstverein. Bratislava.
- 1934 Lubenau Reinhold utijegyzeteiből. Nemzeti Kultúra II, 177-184.
- 1934 Pozsony, illetőleg Magyaróvár feledésbe ment latin elnevezése. Nemzeti Kultura II/6, 349-351.
- 1940 Biedermeier kori művészet Pozsonyban.
- A magyar elem a középkori Pozsonyban. Hét.
- Egy zenealbum titkai
- Rákóczi és Rákócziné találkozása 1706-ban
- Vitam et sanguinem. Hét.